# Eendimensionaal

Overzicht van de dimensies in de meetkunde.

Eendimensionaal of 1D is een voorstelling met maar één dimensie: er bestaat dus alleen maar een lengte. Een lijn wordt als een eendimensionaal object gezien.